# 阿伦·福特
阿伦·福特（Allen Forte，1926年12月23日—2014年10月16日）是一位美国现代音乐理论家，曾为耶鲁大学音乐学教授，以其著作《无调性音乐结构》（The Structure of Atonal Music，1973年）知名。

## 生平
福特出生于俄勒冈州波特蘭，在哥伦比亚大学学习作曲，获得本科、硕士和博士学位，并研究乐理和音乐分析。1959年秋开始任职于耶鲁大学，直到2003年才退休。